# Castelraimondo
Castelraimondo é uma comuna italiana da região dos Marche, província de Macerata, com cerca de 4.522 habitantes. Estende-se por uma área de 44 km², tendo uma densidade populacional de 103 hab/km². Faz fronteira com Camerino, Fiuminata, Gagliole, Matelica, Pioraco, San Severino Marche, Serrapetrona.

## Demografia
| Variação demográfica do município entre 1861 e 2011                               |
|                                                                                   |
| Fonte: Istituto Nazionale di Statistica (ISTAT) - Elaboração gráfica da Wikipedia |